# U 514
U 514 war ein deutsches U-Boot vom Typ IX C, das von der deutschen Kriegsmarine im Zweiten Weltkrieg eingesetzt wurde.

## Geschichte

### Bau und Indienststellung
Der Bauauftrag erfolgte am 14. Februar 1940 an die Deutsche Werft in Hamburg. Die Kiellegung erfolgte am 29. April 1941, der Stapellauf am 18. November 1941 und die Indienststellung am 24. Januar 1942.

### Zeit als Ausbildungsboot
Das Boot wurde nach seiner Indienststellung bis zum 31. August 1942 in der 4. U-Flottille zu Ausbildungszwecken eingesetzt. Danach diente es bis zu seiner Versenkung in der 10. U-Flottille unter Korvettenkapitän Günter Kuhnke als Frontboot. Über die gesamte Ausbildungszeit und den vier Feindfahrten war KptLt. Hans-Jürgen Auffermann Kommandant des Bootes.

### Einsätze
U 514 unternahm vier Feindfahrten, auf der sechs Schiffe mit 24.531 BRT versenkt und zwei Schiffe mit 13.551 BRT beschädigt wurden.

#### Erste Feindfahrt
U 514 verließ Kristiansand am 15. August 1942. Auf dieser 87 Tage andauernder Unternehmung wurden fünf Schiffe mit 17.354 BRT versenkt und ein Schiff mit 5.458 beschädigt. Am 9. November 1942 lief das Boot in Lorient ein.
- 6. September 1942: Versenkung des britischen Segelschiffes Helen Forsey (167 BRT, 2 Tote)
- 11. September 1942: Beschädigung des kanadischen Dampfers Cornwallis (5.458  BRT, 43 Tote)
- 15. September 1942: Versenkung des britischen Dampfers Kioto (3.297 BRT)
- 28. September 1942: Versenkung des brasilianischen Dampfers Ozório (2.730 BRT, 5 Tote)
- 28. September 1942: Versenkung des brasilianischen Dampfers Lages (5.472 BRT, 5 Tote)
- 12. Oktober 1942: Versenkung des US-amerikanischen Dampfers Steel Scientist (5.688	BRT, 1 Toter)

#### Zweite Feindfahrt
Das Boot lief am 9. Dezember 1942 aus Lorient aus und lief am  12. Februar 1943 wieder dort ein. Auf dieser 66 Tage dauernden Unternehmung wurde ein Schiff mit 7.177 BRT versenkt und ein Schiff mit 8.093 BRT beschädigt.
- 3. Januar 1943: Beschädigung des britischen Tankers British Vigilance (8.093 BRT, 27 Tote, in Konvoi TM-1 fahrend)
- 27. Januar 1943: Versenkung des amerikanischen Dampfers Charles C. Pinckney (7.177 BRT, 56 Tote, in Konvoi UGS-4 fahrend)

#### Dritte Feindfahrt
U 514 verließ Lorient am 15. April 1943 dort lief es nach 38 Tagen am 22. Mai 1943 ergebnislos wieder ein.

#### Vierte Feindfahrt
Das Boot lief am 1. Juli 1943 aus Lorient aus. Jedoch musste U 514 auf Grund von diversen technischen Defekten bereits nach einem Tag bereits wieder in Lorient einlaufen. Dort lief das Boot auch bereits einen Tag später wieder aus. Auf dieser Unternehmung gelang es der Besetzung nicht, feindliche Schiffe zu beschädigen oder zu zerstören.

## Verbleib
Am 8. Juli 1943 wurde das Boot in der Nähe von Kap Finisterre im Nordatlantik durch Raketenbomben eines britischen Consolidated B-24 Bombers der RAF Squadron 224, versenkt (Lage). Dabei fanden alle 54 Besatzungsmitglieder den Tod.

## Erfolge
| Datum              | Name                | Nationalität           | Tonnage (BRT) | Erfolg            |
| ------------------ | ------------------- | ---------------------- | ------------- | ----------------- |
| 6. September 1942  | Helen Forsey        | Vereinigtes Königreich | 167           | versenkt (Lage)   |
| 11. September 1942 | Cornwallis          | Kanada                 | 5.458         | beschädigt (Lage) |
| 15. September 1942 | Kioto               | Vereinigtes Königreich | 3.297         | versenkt (Lage)   |
| 28. September 1942 | Ozório              | Brasilien              | 2.730         | versenkt (Lage)   |
| 28. September 1942 | Lages               | Brasilien              | 5.472         | versenkt (Lage)   |
| 12. Oktober 1942   | Steel Scientist     | Vereinigte Staaten     | 5.688         | versenkt (Lage)   |
| 3. Januar 1943     | British Vigilance   | Vereinigtes Königreich | 8.093         | beschädigt (Lage) |
| 27. Januar 1943    | Charles C. Pinckney | Vereinigte Staaten     | 7.177         | versenkt (Lage)   |